# تاریخ رمزنگاری
استفاده از کدها برای به رمز درآون رازها برای نگهداری از آنها را رمزنگاری می‌نامند.
هزاران سال پیش شروع شد و تا دهه‌های اخیر چیزی که به آن رمزنگاری کلاسیک می‌گویند نامیده می‌شد.
رمزنگاری کلاسیک متدی از رمگذاری است که در آن تنها از کاغذ و قلم استفاده می‌شد بنابراین بنیان ساده‌ای داشت.
در اوایل قرن بیستم با اختراع ماشین‌های پیچیده مکانیکی و الکترومکانیکی مانند انیگما ابزاری کارآمدتر برای رمزنگاری ارائه شد و در ادامه با آمدن الکترونیک و اصول محاسبه اجازه طراحی دقیقی که پیچیدگی بیشتری از پیچیدگی فعلی دارد را داد که بیشتر آنها دیگر نیازمند قلم و کاغذ نبود.
توسعه رمزنگاری همزمان با توسعه تحلیل رمزنگاری شد و کشف و کاربرد و شکاندن کدها و متن‌هایی که رمز شده‌اند و تجزیه و تحلیل فرکانس‌ها موضوع تاریخ را تغییر داد.
نتیجه تلگرام زیمرمن باعث ورود ایالات متحده آمریکا به جنگ جهانی اول شد، خواندن رمزهای آلمان نازی توسط متفقین به گفته برخی ارزیابی‌ها  به اندازه ۲ سال جنگ جهانی دوم را کوتاه کرد.
تا سال ۱۹۷۰، رمزنگاری امن به‌طور عمده امنیت دولت‌هارا دربر گرفت.
دو اتفاق تأثیر مستقیم بر ورود رمزنگاری به عموم داشت
اختراع رمز عمومی رمزنگاری و تولید استاندارد رمز نگاری des

## رمزنگاری قرون وسطایی

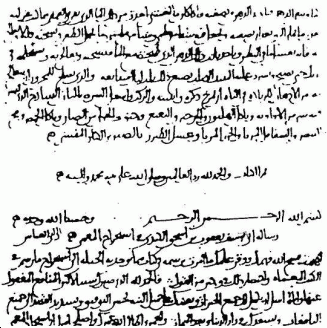
صفحه اول الکندی که حاوی اولین توصیف از تحلیل رمز و تجزیه و تحلیل فرکانس است.

نوشته دیوید کان در کتاب the codebreakers می‌گوید رمزشناسی مدرن از اعراب برای مستندسازی روش‌های رمزنگاری نشات گرفته.
آل‌خلیل در قرن هشتم کتاب پیام‌های گرافیکی رمزنگاری که شامل تمام حالات حروف ترکیب و جایگشت‌های حروف صدا دار و بدون صدای عربی برای اولین بار می‌باشد را نوشت.
اختراع تکنیک تحلیل‌های فرکانسی برای شکاندن رمزهای تک حرفی توسط ریاضی‌دان عرب، ال کیندی، حوالی سال ۸۰۰ بزرگترین پیشرفت آنالیز رمزها تا جنگ جهانی دوم است.
ال‌کیندی کتابی دربارهٔ رمزنگاری تحت عنوان ریساخ فی الاستخراج معما نوشت که در آن اولین تکنیک رمزنگاری شامل چند روش برای رموز چند حرفی در کنار دسته‌بندی کردن کدها، نوشتار و گفتار عربی و مهم‌تر از همه اولین توضیح دربارهٔ تحلیل فرکانسی را شرح داد.
او همچنین متدهای رمزگذاری و تحلیل رمز مشخصی از رمزگذاری و تحلیل آماری نامه‌ها و ترکیبات آنها در عربی را در کتابش مطرح کرد.
ابن ادلان (۱۱۸۷–۱۲۶۸)سهم مهمی در یکی از ساده‌ترین نمونه‌های استفاده از تحلیل فرکانسی داشت.
در انگلستان اوایل قرون وسطی بین سالهای ۸۰۰ تا ۱۱۰۰، جایگزینی رمزها به عمدتاً توسط کاتبان بعنوان روشی هوشمندانه برای نوشته‌های رمز شده و راه حلی برای معماها استفاده می‌شد.
کدها عمدتاً صریح هستند اما گاهی اوقات از روش معمول با پیچیده‌تر کردن و کامل تر کردنشان منحرف می‌شوند.
در این دوره غرب شاهد آزمون‌های حیاتی و مهم رمزنگاری بود.
احمد القالقندی (۱۴۱۵–۱۳۳۵ ه‍.ق) Subh al-sha، دائرةالمعارف چهارده جلدی تحت نام صبح العشا نوشت که شامل قسمتی مرتبط با رمزشناسی بود، این اطلاعات به ابن الدوراییم که از ۱۳۱۲ تا ۱۳۶۱ زندگی می‌کرده اما نوشته‌هایش در این رابط از بین رفته‌است نسبت داده شده‌است.
لیست کدها در اثر وی شامل هر دو جایگزینی و جابه‌جایی می‌شود و برای اولین بار به یک کد با چند جایگزینی برای هر کلمه متن رمز نشده اشاره کرد.
همچنین نمایشگاهی منسوب به ابن الدوراییم و نمونه‌های کار شده رمزنگاری وجود دارد، که شامل استفاده جدول فرکانسی حروف و دسته از حروف که نمی‌توانند کنار هم بیایند هم می‌باشد.
اولین نمونه رمز جایگزینی کدهای هم آوا در موردی که توسط دوک مانتوا در اوایل ۱۴۰۰ استفاده شد مشهود است. کدهای هم آوا هر حرف را با چند نماد بر اساس فرکانس حرف تعویض می‌کنند. این رمزگذاری جلوتر از زمان بود چون ترکیبی از حضور تک حرفی‌ها و چند حرفی‌ها بود.
اساساً تمامی کدگذاری‌ها نسبت به تحلیل فرکانسی تحلیل‌های رمزنگاری تا زمان توسعه کدگذاری چند حرفی آسیب‌پذیر باقی ماندند کما اینکه بعد از آن هم برخی از آن‌ها آسیب‌پذیر باقی ماندند.
در حوالی سال ۱۴۶۷ کدهای چند حرفی به‌طور صریح توسط لیون باتیستا آلبرتی توضیح داده شد، برای همین به او پدر رمزشناسی غرب می‌گویند. یوهانس تریتیمیوس، در کتابش به نام Poligraphia، جدول تابولا رکتا را اختراع کرد که جز مهمی از رمزنگاری ویگنر است.
تریتموس همچنین Steganographia را نوشته‌است.
بلایس د ویگنر رمزنگار فرانسوی یک سیستم چند منظوره طراحی کرد که هم نام او است و رمزگذاری Vigenère نام دارد.
در اروپا به دنبال رقابت‌های سیاسی و انقلاب مذهبی، رمزنگاری بیشتر از قبل مهم شد. برای مثال در اروپا در زمان رنسانس و پس از آن شهروندهای بسیاری از ایالت‌های ایتالیا شامل ایالت پاپل و کلیسا کاتولیک رومن در قبال تکثیر سریع تکنیک‌های رمزنگاری مسولیت داشتند، که برخی از آن‌ها در پیشرفت رمزنگاری چندحرفی آلبرتی نقش داشتند. کدگذاری پیشرفته حتی بعد از آلبرتی به اندازه زمان مخترعشان پیشرفته نبودند و عموماً شکسته می‌شدند.
این خوشبینی بیش از حد ممکن است در رمزنگاری طبیعی باشد برای اینکه آن زمان بوده و هنوز هم باقی‌مانده‌است. اساساً اینکه فهمید چه مقدار یک سیستم آسیب‌پذیر می‌باشد امری سخت است. در نبود دانش حدس و گمان‌ها و پیشبینی‌ها رایج می‌باشد.
رمزنگاری، تحلیل رمزی و عامل خیانت مخفی در نقشه بابینگتون در زمان سلطنت ملکه الیزابت اول حضور داشتند؛ که منجر به اعدام مارو، ملکه اسکاتلندی‌ها شد.
رابرت هوک در فصل ارواح در کتاب دکتر دی به اینکه جان دی از استگانوگرافی تریتیمیان استفاده کرده تا ارتباطش با ملکه الیزابتت اول را پنهان کند اشاره کرده‌است.
رئیس رمزنگاری پادشاه لویی چهاردهم فرانسه آنتونی راسیگنول بود. او و خانواده‌اش چیزی را اختراع کردند که کدگذاری اعظم نامیده می‌شود زیرا از اولین باری که از آن استفاده شد تا ۱۸۹۰ حل نشده باقی ماند، یعنی زمانی که تحلیلگر رمزی نظامی فرانسه، اتین بازریس، حلش کرد.
پیام کد شده در زمان زمان زندانی ناشناس فرانسوی (the iron mask)
یک پیام رمزگذاری شده کورسویی متأسفانه غیرقطعی بر هویت آن زندانی که اگر واقعی باشد، فردی افسانه‌ای (خارق‌العاده) و ناکام است تابانده‌است.
در خارج از اروپا بعد از آنکه مغول‌ها دوران طلایی اسلامی را به پایان رساندند، رمزنگاری تقریباً پیشرفتی نکرد.
در ژاپن رمزنگاری تا حوالی ۱۵۱۰ استفاده‌ای از رمزنگاری نشد و تکنیک‌های پیشرفته تا زمان گشوده شدن کشور به غرب در ۱۸۶۰ شناخته نمی‌شد.

## رمزنگاری جنگ جهانی دوم

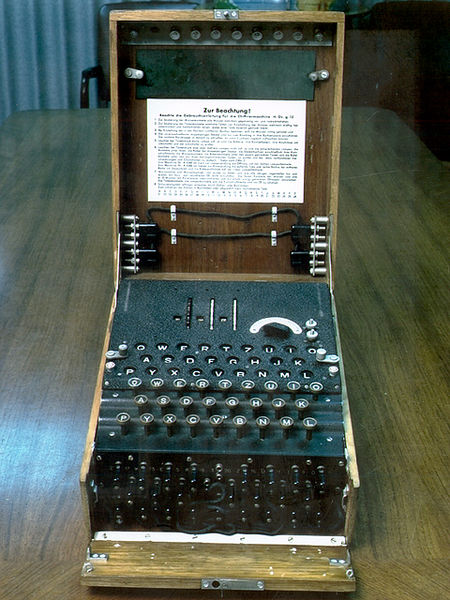
دستگاه انیگما توسط آلمان نازی بسیار مورد استفاده قرار گرفت. رمزنگاری آن توسط متفقین، اطلاعات حیاتی فوق‌العاده را ارائه داد.

در جنگ جهانی دوم، ماشین‌های رمزگذاری مکانیکی و الکترومکانیکی کاربرد گسترده‌ای داشتند، البته درحالیکه چنین دستگاه‌هایی در عمل بلا استفاده بودند کتاب‌های کد و سیستم‌های دستی استفاده می‌شدند.
در طراحی رمزنگاری پیشرفت‌های بزرگی به‌طور محرمانه صورت گرفت. اطلاعات محرمانهٔ این دوره همراه با به پایان رسیدن دورهٔ پنجاه سالهٔ رازداری بریتانیایی شروع به طبقه‌بندی شدن کرد. همان‌طور که آرشیوهای آمریکا به آرامی باز شدند و مجموعه مقالات و خاطرات ظهور پیدا کردند.

### آلمان
آلمانی‌ها در چند حالت از نوعی ماشین روتور الکترومکانیکی استفادهٔ زیاد کردند که انیگما نام داشت.
ریاضیدان، ماریان رجوسکی، در دفتر رمز لهستان در دسامبر ۱۹۳۲ با استفاده از ریاضیات و مستندات محدود که توسط کاپیتان گوستاو برتراند از اطلاعات فرانسه تأمین شده بود ساختار معمای ارتش آلمان را دریافت.
از نظر تاریخدان، دیوید کاهن، این بزرگترین دستیابی به موفقیت در حوزهٔ رمزنگاری در هزار سال اخیر یا بیشتر بوده‌است.
رجوسکی و همکاران او در دفتر رمزنگاری ریاضی، جرزی رزیسکی و هانریک زیگلاسکی به خواندن معما و هماهنگ بودن با تکامل اجزای ماشین ارتش آلمان و پروسه‌های رمزنگاریشان ادامه دادند.
از آنجایی که منابع لهستانی‌ها با تغییراتی که آلمانی‌ها به‌وجود می‌آوردند با سختی مواجه شد و جنگ پدیدار شد.
دفتر رمزنگاری، بنابر دستورالعمل عمومی اعضا لهستانی‌ها در ۲۵ ژوئیه ۱۹۳۹ در ورشو، نمایندگان نیروی اطلاعات فرانسوی و بریتانیایی هارا با رازهای معمای رمزگشایی آشنا کرد.
کمی بعد از سلطهٔ آلمان بر لهستان در یک سپتامبر ۱۹۳۹، دفتر رمزگشایی جنوب شرقی تخلیه شد؛ در ۱۷ سپتامبر زمانی که نیروهای اتحاد جماهیر شوروی لهستان را از شرق مورد حمله قرار دادند، آنها به رومانی برخورد کردند.
از آنجا به پاریس، فرانسه دست پیدا کردند. در پی سی برونو نزدیک پاریس آنها با همکاری با رمزنگارهای بریتانیایی در بلچلی پارک به شکستن معما ادامه دادند. در زمان مقرر رمزنگارهای بریتانیایی- که درجات آنها شامل تعداد زیادی از استادان شطرنج و دون‌های ریاضی همچون گوردون ولشمن، مکس نیومن، و الن تورینگ (بنیانگذار مفهومی محاسبات مدرن) می‌شد- به‌طور قابل ملاحظه ای باعث پیشرفت مقیاس و تکنولوژی رمزگشایی انیگما شدند.
رمزگشایی آلمانی هم در جنگ جهانی دوم به خصوص با شکستن رمز نوال سایفر سوم پیشرفت‌هایی داشت.
این باعث شد آنها بتوانند کاروان‌های آتلانتیک را ردیابی و غرق بکنند. این تنها اطلاعات بود که توانست نیروی دریایی را قانع کند تا در ژوئن ۱۹۴۳ کدهایشان را عوض کنند. این بریتانیایی‌ها را در جنگ قبلی موفق کرد.
در پایان جنگ جهانی دوم، در ۱۹ آوریل ۱۹۴۵، به مأموران عالی مرتبهٔ ارتش بریتانیا گفته شد که آنها هرگز نمی‌توانند شکسته شدن رمز آلمانی هارا فاش کنند چراکه باعث می‌شد به دشمن مغلوب شده این فرصت داده شود تا بگویند که ما به خوبی و با عدالت شکست نخوردیم.
ارتش آلمان همین‌طور تعدادی رمز جریان‌های چاپگرهای از راه دور قرار داد. بلچلی پارک، فیش سایفرز و مکس نیومن و همکارانی که هیث رابینسون را طراحی و قرار داده بودند و اولین کامپیوتر دیجیتال قابل برنامه‌نویسی دنیا را به کار گرفت تا برای رمزنگاری به کمکش بیایند.
دفتر امور خارجه آلمان شروع به استفاده از one-time pad در سال ۱۹۱۹ کرد که برخی از این ترافیک در جنگ جهانی دوم به‌طور جزئی در نتیجهٔ که برخی از مواد کلیدی در آمریکای جنوبی بدون دقت کافی توسط آلمانی‌ها از بین رفته بود. خوانده شده بود.
Schlüsselgerät 41 به عنوان جایگزینی با امنیت تر به جای معما در اواخر جنگ به‌وجود آمد اما از آن استفادهٔ محدودی شد.

### ژاپن
یک ارتش آمریکایی ،SIS، توانست تا قویترین سیستم رمزنگاری دیپلماتیک آلمان را بشکند (یک ماشین الکترومکانیکی به نام Purple توسط آمریکایی‌ها) در سال ۱۹۴۰ قبل از آنکه جنگ جهانی دوم آغاز شود. دستگاه purple که به صورت بومی پیشرفت کرده بود جایگزین دستگاه قبل تر یعنی red شد که توسط ارتش ژاپنی استفاده می‌شد و یک ماشین مرتبط دیگر به نام M-1 که قبل تر توسط ارتش دریایی استفاده می‌شد و توسط نیروی دریایی Agnes Driscoll نابود شد. تمام ماشین‌های رمز ژاپنی توسط متحدان نابود شدند.
نیروی دریایی و ارتش ژاپن بعدتر همراه با یک افزودنی عددی جداگانه به‌طور گسترده از سیستم‌های کتاب رمز استفاده می‌کردند. رمزنگارهای نیروی دریایی آمریکا (همراه با همکاری رمزنگارهای بریتانیایی و هلندی بعد از ۱۹۴۰) به سیستم‌های رمزی متعدد نیروی دریایی ژاپن حمله کردند.
حمله به داخل یکی از آن‌ها یعنی JN-25 منجر به پیروزی آمریکا در جنگ نیمهٔ راه به‌طور مشهوری شد و انتشار پیداکردن این حقیقت در تریبون شیکاگو کمی بعد از جنگ شد درحالی که به نظر می‌رسد ژاپنی‌ها متوجه نشدند چرا که به ادامهٔ استفاده از این سیستم پرداختند.

### متحدان
آمریکایی‌ها از ظرفیتی که از تحلیل رمزنگاری ناشی می‌شد-احتمالاً به خصوص از آن که از دستگاه پرپل گرفته می‌شد- با نام جادو یاد می‌کنند.
بریتانیایی‌ها درنهایت به درجهٔ اولترا در هوش رسیدند که از تحلیل رمزنگاری ناشی شده‌است به‌طور خاص از ترافیک پیام‌هایی که توسط معماهای گوناگون محافظت می‌شد. اصطلاح قدیمی تر کلمهٔ اولترا، "boniface "بوده‌است که تلاش می‌کند تا بفهماند که در صورت خیانت، می‌تواند یک مأمور منحصر به فرد منبع آن باشد.

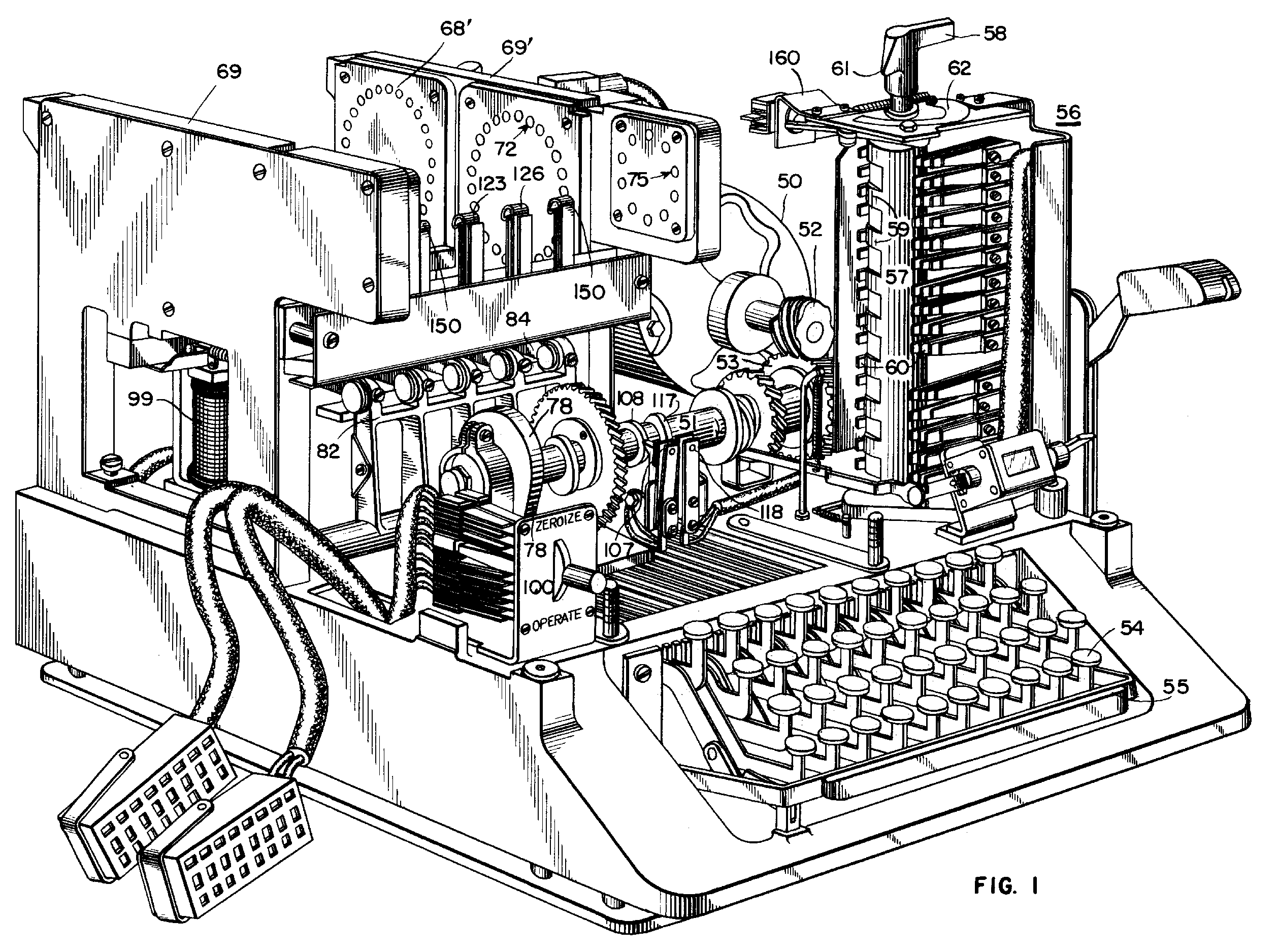
SIGABA در 6،۱۷۵٬۶۲۵ شرح داده شده‌است، که در سال ۱۹۴۴ ثبت شده اما تا سال ۲۰۰۱ صادر نشده‌است.

دستگاه‌های رمز متحد شده که در جنگ جهانی دوم استفاده می‌شد شامل TypeX بریتانیایی و SIGABA آمریکایی هردو طراحی‌های روتور الکترومکانیکی شبیه به ماهیت کدگذاری بودند هرچند با پیشرفت‌های بزرگ.
هیچ‌کدام توسط هیچ‌کس در طول جنگ شکسته نشدند.
لهستانی‌ها از دستگاه Lacida استفاده می‌کردند ولی امنیت آن کمتر از مقدار خواسته شده می‌باشد و استفاده از آن دیگر ادامه پیدا نکرد.
نیروهای آمریکا در میدان از خانوادهٔ M-209 و M-94 که کمتر امن می‌باشد استفاده می‌کردند.
مامورهای برتانیایی در ابتدا از رمزهای شعری استفاده می‌کردند (شعرهای حفظ شده کلید رمزنگاری/رمزگشایی) بودند؛ ولی به مرور زمان در جنگ آن‌ها شروع کردند به تغییر کردن به سمت one-time-pad‌ها.
رمز VIC(که حداقل تا ۱۹۵۷ در ارتباط با حلقهٔ جاسوسی Rudelf Abel قرار گرفته رمز بسیار پیچیدهٔ دستی ای بود و گفته شده که بنابر گفته‌های David Kahn پیچیده‌ترین رمزی است که شوروی‌ها از آن استفاده می‌کنند. برای رمزگشایی رمزهای شوروی به پروژه Venona مراجعه کنید.

### نقش زنان
بریتانیا و آمریکا تعداد بسیار زیادی از زنان را برای عملیات‌های رمزگشایی استخدام می‌کردند، با عددی نزدیک به ۷۰۰۰ نفر که توسط bletchley Park گزارش شده و ۱۱۰۰۰ در عملیات‌های جداگانهٔ ارتش و نیروی دریایی آمریکا در کنار پایتخت یعنی واشینگتن.
به‌طور سنتی در ژاپن و بین نازی‌ها زنان از کار جنگ معاف بودند، حداقل تا پایان جنگ. حتی بعد از آنکه سیستم‌های رمزنگاری شکسته شدند مقادیر زیادی کار لازم بود تا جوابگوی تغییرات ایجاد شده باشد و کلید تنظیمات روزانه برای شبکه‌های مختلف را احیا کند و مقدار بسیار زیاد پیام‌های دشمنان را در این جنگ جهانی ترجمه و اولویت بندی و تحلیل کند.
تعداد کمی از زنان همچون Elizabeth Freidman و Agnes Meyer Driscoll بسیار در رمزگشایی آمریکا در۱۹۳۰ نقش داشتند و ارتش و نیروی دریایی آمریکا به‌طور فعالی تصمیم به گروه‌های ممتاز فارغ التحصیلان زن از کالج را کردند آن هم دقیقاً کمی قبل از واقعهٔ بندر هاربر.Liza Mundy معتقد است که این نابرابری در استفاده از نیروی زن و مرد در بین متحدین و منافقین یک تفاوت استراتژیک در جنگ ایجاد کرد.